# プログレスM-07M
プログレスM-07M (ロシア語: Прогресс М-07М)は2010年にロシア連邦宇宙局が国際宇宙ステーション(ISS)の補給のために打ち上げたプログレス補給船。NASAではProgress 39、39Pなどと称している。。プログレス-M (11F615A60)型の7機目であり、2010年では4機目、シリアル番号は407だった。RKKエネルギアが製造し、ロシア連邦宇宙庁が運用した。第24次長期滞在のクルーの搭乗時に到着し、第25次長期滞在のクルー搭乗時の全期間中ドッキングを続けており、第26次長期滞在のクルー搭乗時にドッキングを解除した。

## 打ち上げ・ドッキング

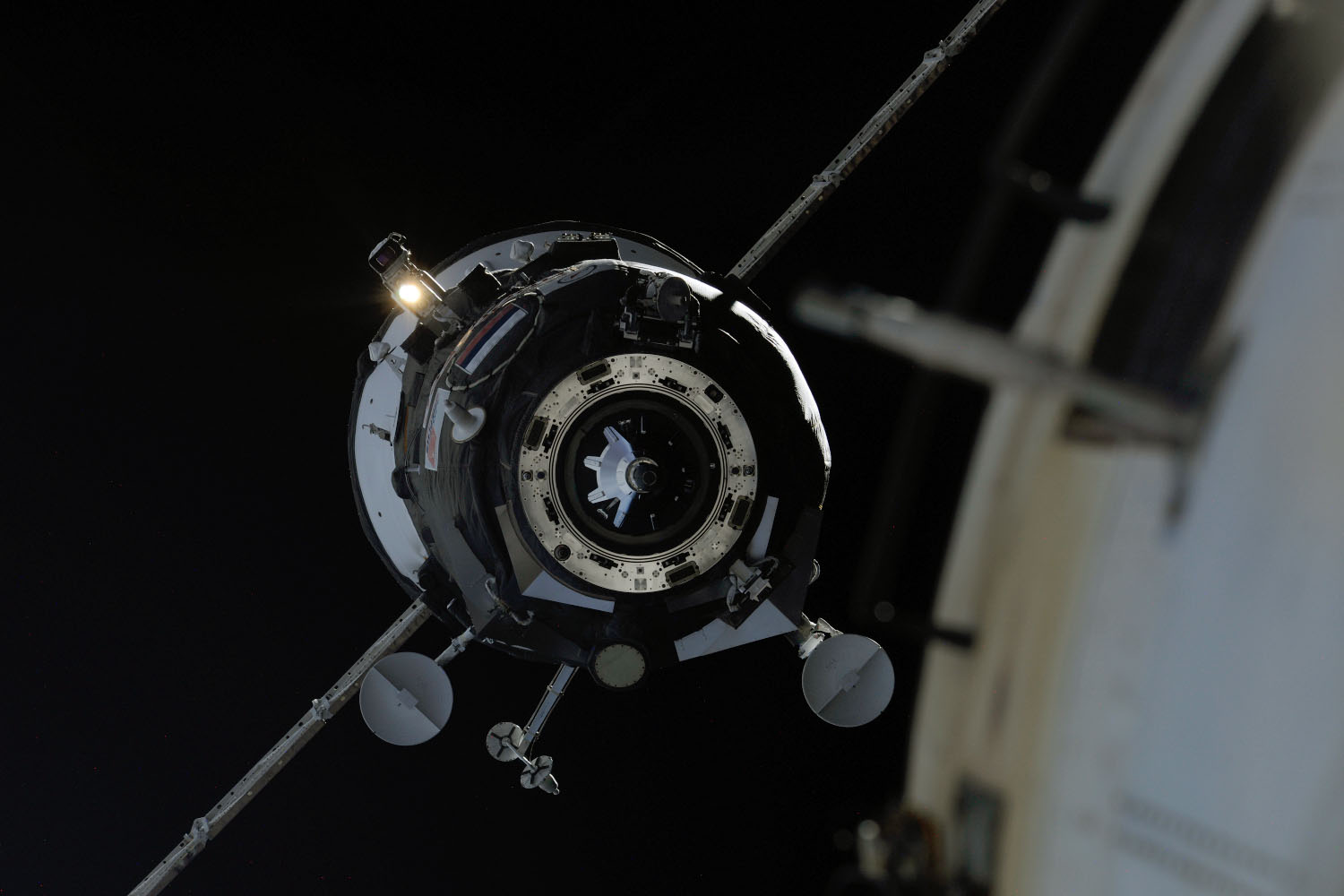
ドッキングを前に近接するM-07M

M-07Mは2010年9月10日10時22分28秒(UTC)にバイコヌール宇宙基地31/6からソユーズ-Uロケットで打ち上げられた。打ち上げは9月8日11時11分に行う予定であったが、天候不良から延期されていた。打ち上げ後、195kmから238kmの初期軌道に到達し、2日にわたってエンジン点火を繰り返し、ランデブーに向かった。
M-07Mは当初9月10日12時37分(UTC)にズヴェズダのAftポートにドッキングされる予定であったが、打ち上げの遅れから9月12日の11時58分(UTC)にドッキングした。ステーションとプログレスの間を167.6mで軌道保持している間にシステム評価を行い、ロシアのフライトコントローラーによって11分間の最終接近の開始の承認が発効された。ドッキングはクルスによって完璧に実行された。

## 搭載貨物
M-07Mは2515kgの貨物を積んでおり、このうち1120kgが燃料、49kgが酸素、210kgが水であった。のこりの1136kgはドライカーゴで、ステーションの生命維持系、保全修理のための資材、衛生用品、食料、医療品、衣料、ステーションの宇宙飛行士用の荷物、カメラ、ザーリャ、ポイスク、ラスヴェット用の艤装品などであった

## 軌道上昇噴射
M-07MはISSの軌道上昇のためのマニューバに3回利用された。最初は、プログレスの8つの高度制御スラスタを使い、2010年9月15日に行われた。9月25日のソユーズTMA-18のドッキング解除と降着、2010年10月10日のソユーズTMA-01Mのドッキング解除のため、9時4分(UTC)にエンジンに点火され、526秒間噴射を行い、高度を2km上昇させて356kmの位置に到達した。
2度目の軌道上昇はプログレスM-08Mのドッキングの準備として、10月20日19時41分(UTC)に行われた。228.7秒のマニューバで、近地点で350.7km、遠地点で375.7kmの軌道に到達した。プログレスM-08Mは10月27日に打ち上げられ2日後正常にドッキングした。
3度目の軌道上昇は12月22日に行われ、再び8つのスラスターを利用して軌道を上昇させた。2011年1月28日に打ち上げられるプログレスM-09Mの到達とSTS-133でのスペースシャトル・ディスカバリーのドッキングの準備として、マニューバで4.2km上昇し、352.9kmの軌道に到達した。

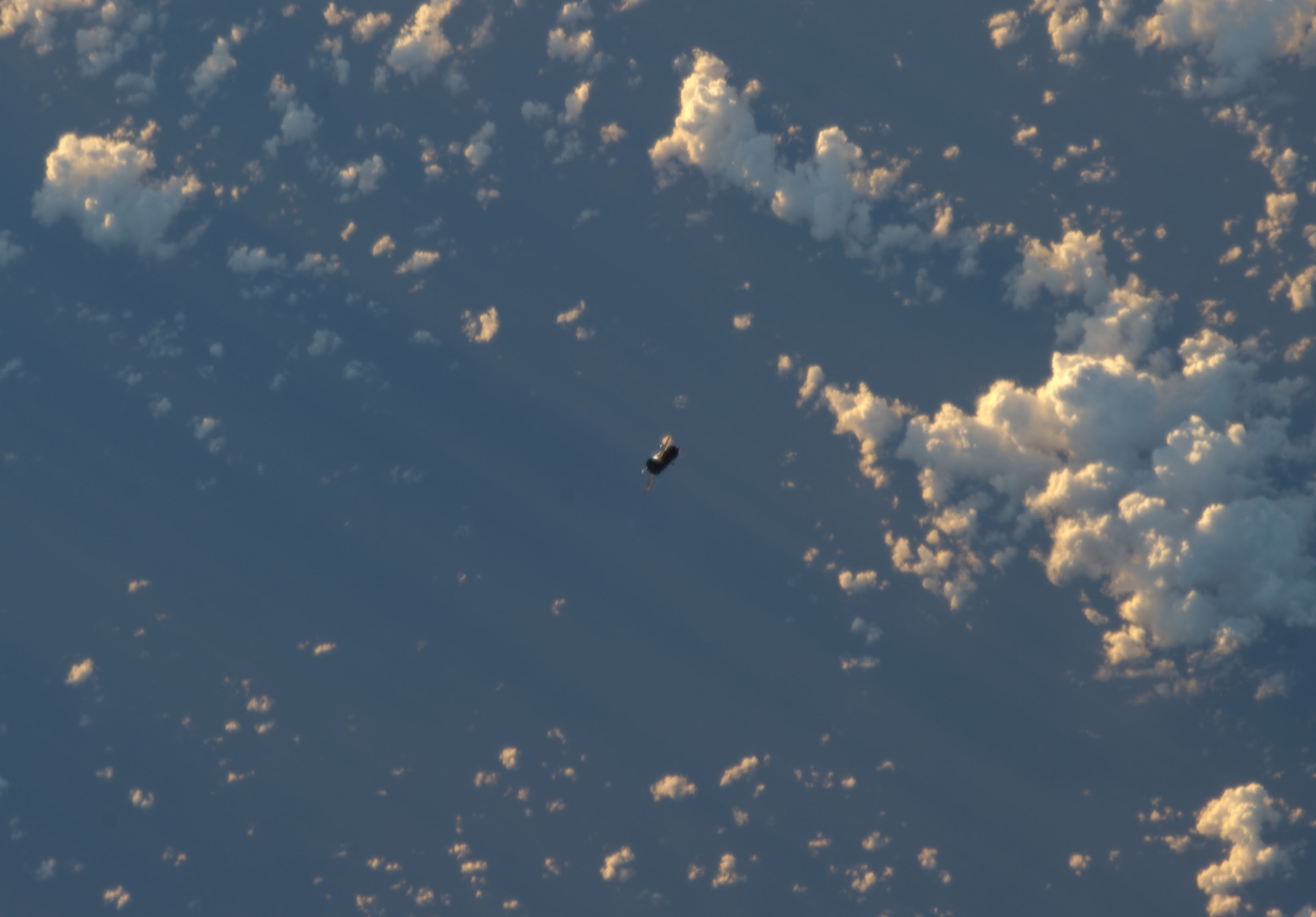
ドッキング解除後すぐのM-07M

## ドッキング解除
2011年2月20日までドッキングを継続し、欧州補給機のヨハネス・ケプラーの到来に向けてドッキングを解除した。ドッキング解除後、軌道を離脱し大気圏に再突入、太平洋の宇宙機の墓場の上空で燃焼した。ISSの廃棄物と不用品が詰まれており、モスクワ時間の7時58分ごろ太平洋に落下したとされる。

## 註
1. ↑  Bergin, Chris (2010年9月8日). “Soyuz-U set to launch Progress M-07M/39P for Friday docking with ISS”.   NASAspaceflight.com. 2010年9月8日閲覧。
2. 1 2  “Из-за неблагоприятных метеоусловий на космодроме Байконур пуск РКН "Союз-У"-"Прогресс М-07М" перенесен на резервную дату”.   Russian Federal Space Agency (2010年9月8日). 2010年9月8日閲覧。
3. ↑  “Supply ship on the launch pad”. Space Station Mission Report.   Spaceflight Now (2010年9月6日). 2010年9月7日閲覧。
4. 1 2  “ISS Status Report”.   NASA (2010年9月6日). 2010年9月7日閲覧。
5. ↑  “Progress M-07M successfully docks with International Space Station”.   ITAR-TASS (2010年9月12日). 2010年9月15日閲覧。
6. ↑  Justin Ray (2010年9月12日). “Space station receives latest Russian resupply ship”.   Spaceflight Now. 2010年9月15日閲覧。
7. ↑  “Грузы, доставляемые кораблём "Прогресс М-07М" на Международную космическую станцию”.   Russian Federal Space Agency (2010年9月7日). 2010年9月7日時点のオリジナルよりアーカイブ。2010年9月7日閲覧。
8. ↑  Russian Federal Space Agency (2010年9月15日). “ISS Reboost with Progress M-07M Assistance Completed”. 2010年10月3日閲覧。
9. ↑  Russian Federal Space Agency (2010年10月21日). “ISS Orbit Boosted”. 2010年10月23日閲覧。
10. ↑  Russian Federal Space Agency (2010年12月23日). “Russia's Mission Control Raises ISS Orbit by 4.2 km”. 2010年12月23日閲覧。
11. ↑  “Progress M-07M Departed from the ISS”.   Russian Federal Space Agency (2011年2月20日). 2011年2月21日閲覧。
12. ↑  “Fragments of Progress space freighter drown in Pacific Ocean”.   ITAR-TASS (2011年2月20日). 2011年2月21日閲覧。